# ГЕС-ГАЕС Танцмюль
ГЕС-ГАЕС Танцмюль — гідроакумулювальна електростанція в Німеччині у федеральній землі Баварія.
В 1923—1924 роках на річці Пфраймд (впадає у ліву притоку Дунаю Нааб) з метою протидії паводкам спорудили гравітаційну греблю Кайнцмюльшперре (Kainzmühlsperre). Через певний час виник проект її використання як нижнього резервуару ГАЕС Танцмюль, машинний зал якої розташований на південний захід від зазначеної греблі, в долині того ж Пфраймду. В ході реалізації проекту Кайнцмюль дещо наростили, в результаті чого вона має висоту 22 метри та утворює водосховище із об'ємом 0,83 млн м3.
Першим у 1955 році ввели в експлуатацію класичний гідроенергетичний компонент станції Танцмюль — турбіну потужністю 3,3 МВт, яка використовує для виробництва електроенергії ресурс із сховища Кайнцмюльшперре у періоди повноводдя, забезпечуючи річне виробництво біля 5 млн кВт-год. Між сховищем та станцією прокладено тунель Eulengrund довжиною 2,77 км.
У тому ж 1955-му на горі на південь від Танцмюль завершили спорудження штучного резервуару Рабенлейте. Річка Пфраймд огинає гору із заходу, внаслідок чого штучний верхній резервуар знаходиться на приблизно однаковій відстані від двох станцій — розташованої південніше (нижче по течії) ГАЕС Рейсах та спорудженої північніше (вище по течії) ГАЕС Танцмюль. Останню під'єднали до Рабенлейте у 1959 році за допомогою тунелю та обладнали турбіною типу Френсіс потужністю 28,5 МВт і насосом потужністю 24 МВт. Таким чином, вода отримана станцією Танцмюль із водосховища Кайнцмюльшперре закачується у сховище Рабенлейте, з якого може бути використана як самою ГАЕС Танцмюль (при напорі у 122 метрів), так і ГАЕС Рейсах (при напорі у 188 метрів).
Ефективність гідроакумулювального циклу ГАЕС Танцмюль становить 69 %.